# Shang-Chi y la leyenda de los Diez Anillos
Shang-Chi y la leyenda de los Diez Anillos (en inglés: Shang-Chi and the Legend of the Ten Rings) es una película estadounidense de superhéroes de 2021 basada en el personaje en Marvel Comics, que cuenta con el personaje Shang-Chi. Producida por Marvel Studios y distribuida por Walt Disney Studios Motion Pictures, es la vigésima quinta película en el Universo cinematográfico de Marvel. La película fue dirigida por Destin Daniel Cretton de un guion que escribió con Dave Callaham y Andrew Lanham, y protagonizada por Simu Liu como Shang-Chi, junto a Awkwafina, Meng'er Zhang, Fala Chen, Florian Munteanu, Benedict Wong, Yuen Wah, Michelle Yeoh, Ben Kingsley, y Tony Leung. En la película, Shang-Chi se ve obligado a enfrentarse a su pasado cuando su padre Wenwu (Leung), el líder de la organización terrorista Diez Anillos, lleva a Shang-Chi y a su hermana Xialing (Zhang) a buscar una aldea mítica.
Una película basada en Shang-Chi entró en desarrollo en 2001, pero el trabajo no comenzó oficialmente hasta diciembre de 2018 cuando se contrató a David Callaham. Daniel Cretton se unió en marzo de 2019 y el título de la película y el elenco principal se anunciaron en julio. Esto reveló la conexión de la película con la organización Diez Anillos, que apareció previamente en el MCU, y su líder Wenwu, que fue adaptado de los problemáticos personajes de los cómics, Fu Manchu y el Mandarin. Shang-Chi and the Legend of the Ten Rings es la primera película de Marvel Studios con un director asiático y un elenco predominantemente asiático. El rodaje comenzó en Sídney en febrero de 2020, pero se suspendió en marzo debido a la pandemia de COVID-19. La producción se reanudó en agosto y finalizó en octubre, con filmaciones adicionales en San Francisco. Brad Allan y otros miembros del Jackie Chan Stunt Team coordinaron las secuencias de lucha.
Shang-Chi and the Legend of the Ten Rings tuvo su estreno en Los Ángeles el 16 de agosto de 2021 y se estrenó en Estados Unidos el 3 de septiembre del mismo año, como parte de la Fase Cuatro del Universo cinematográfico de Marvel. La película recaudó $432 millones en todo el mundo, convirtiéndose en la décima película más taquillera de 2021. Rompió algunos récords de taquilla y recibió críticas positivas de la crítica, muchos de los cuales elogiaron la exploración y representación de la cultura asiática que diferenciaba la película del resto del MCU, así como las secuencias de acción y la actuación de Leung. La película recibió varios reconocimientos, incluida una nominación al Mejores efectos visuales en los 94.ª edición de los Premios Óscar. Una secuela está en desarrollo

## Argumento
Hace unos mil años, Xu Wenwu descubre los místicos diez anillos que otorgan poderes divinos, incluida la inmortalidad. Establece la organización Diez Anillos, conquistando reinos y derrocando gobiernos a lo largo de la historia. En 1996, Wenwu busca Ta Lo, un pueblo que se dice que alberga bestias míticas. Viaja a través de un bosque mágico hasta la entrada del pueblo, pero es detenido por una guardián, Ying Li. Los dos pronto se enamoran, pero los aldeanos de Ta Lo rechazan a Wenwu, por lo que Li decide irse con él. Se casan y tienen dos hijos, Shang-Chi y Xialing. Wenwu abandona su organización y guarda los diez anillos.
Cuando Shang-Chi tiene siete años, su madre Li es asesinada por los enemigos de Wenwu, la Banda de Hierro. Wenwu se pone los anillos una vez más, masacra a la Iron Gang y reanuda el liderazgo de su organización. Hace que Shang-Chi se someta a un entrenamiento brutal en artes marciales, pero no permite que Xialing entrene, lo que la lleva a aprender en secreto por sí misma. Cuando Shang-Chi tiene 14 años, Wenwu lo envía a asesinar al líder de la Iron Gang. Shang-Chi traumatizado huye a San Francisco sin llevar a cabo su misión y adopta el nombre de "Shaun".
En la actualidad, Shang-Chi trabaja como valet parking con su mejor amiga Katy. Son atacados en un autobús por la organización Diez Anillos que roba un colgante que Li le dio a Shang-Chi. Shang-Chi viaja a Macao para encontrar a Xialing, temiendo que los Diez Anillos busquen el colgante a juego de su hermana. Le revela su pasado a Katy, quien insiste en ayudarlo. Encuentran a Xialing en un club de lucha secreto, que ella fundó después de escapar de Wenwu a los 16 años. Los Diez Anillos atacan el club de lucha y Wenwu llega para capturar a Shang-Chi, Katy, Xialing y su colgante.
En el recinto de los Diez Anillos, Wenwu usa los colgantes para revelar un mapa místico que conduce a Ta Lo. Wenwu explica que ha escuchado a Li llamar y cree que ha estado cautiva en Ta Lo detrás de una puerta sellada. Planea destruir el pueblo a menos que la liberen. Cuando sus hijos y Katy se oponen, los encarcela. Conocen al ex actor, Trevor Slattery, a quien los Diez Anillos encarcelaron por hacerse pasar por Wenwu, y su hundun compañero Morris. Se escapan y Morris los guía a Ta Lo, que existe en una dimensión separada con varias criaturas mitológicas chinas.
El grupo conoce a la hermana de Li, Ying Nan, quien explica la historia de Ta Lo: hace miles de años, el universo de la aldea fue atacado por el Morador de la Oscuridad y sus devoradores de almas, pero fue salvado por un dragón chino llamado la Gran Protectora que ayudó a sellar la Puerta Oscura al mundo del Morador. Según Nan, el Morador de la Oscuridad se ha hecho pasar por Li, por lo que Wenwu usará los diez anillos para abrir la Puerta. Shang-Chi, Xialing, Katy, Slattery y Morris se unen a los aldeanos en el entrenamiento y la preparación para la llegada de Wenwu, usando atuendos y armas hechas con escamas de dragón que son efectivas contra los devoradores de almas.
Wenwu y los Diez Anillos llegan y atacan. Wenwu domina a Shang-Chi, lo empuja al lago cercano y ataca la Puerta con los anillos. Esto permite que algunos de los devoradores de almas del Morador escapen, con los Diez Anillos aliándose con los aldeanos para luchar eficazmente contra ellos. La Gran Protectora revive a Shang-Chi y lo saca del lago para luchar contra los devoradores de almas. Wenwu y Shang-Chi pelean una vez más, y Shang-Chi gana la partida pero elige perdonar a Wenwu. El Morador de la Oscuridad escapa de la Puerta debilitada y ataca a Shang-Chi. Wenwu salva a Shang-Chi, pero es asesinado por el Morador de la Oscuridad; él le lega los anillos a Shang-Chi antes de morir. Shang-Chi, la Gran Protectora, Xialing y Katy matan al Morador de la Oscuridad. Luego, Shang-Chi y Katy regresan a San Francisco, donde el hechicero Wong los convoca al Kamar-Taj.
En una escena de mitad de los créditos, Wong presenta a Shang-Chi y Katy a Bruce Banner y Carol Danvers y el grupo discute los orígenes de los anillos. Descubren que los anillos están actuando como un faro para algo. En una escena posterior a los créditos, Xialing se convierte en la nueva líder de los Diez Anillos, a pesar de decirle a Shang-Chi que disolvería la organización y comienza a entrenar mujeres junto con hombres.

## Reparto

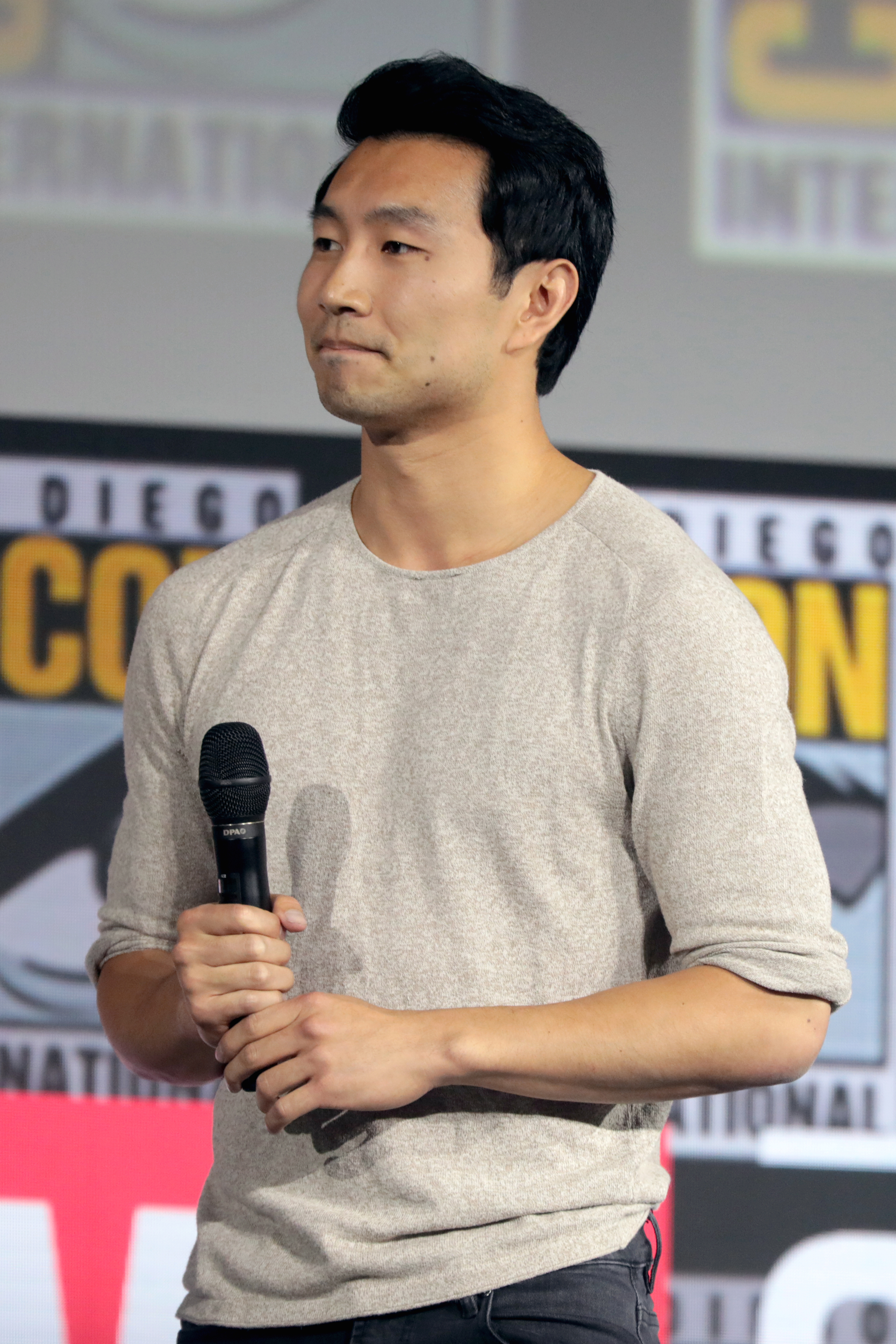
Simu Liu promocionando la película durante la Comic-Con de San Diego de 2019.

- Simu Liu como Xu Shang-Chi / Shaun:
Un hábil artista marcial que fue entrenado a una edad temprana por su padre Wenmu para ser un asesino. Shang-Chi deja la organización de los Diez Anillos para llevar una vida normal en San Francisco,[6][7] y cambió su nombre a "Shaun".[8][9] El director Destin Daniel Cretton caracteriza a Shang-Chi como "un pez fuera del agua en los Estados Unidos que intenta ocultar eso con su carisma",[7] y que no sabe "quién es realmente".[10] Cretton también comparó a Shang-Chi con el personaje de Matt Damon, Will Hunting en Good Will Hunting (1997), con ambos personajes combinando masculinidad y vulnerabilidad, y teniendo secretos y superpoderes que no entienden.[11] Cretton dijo que la película era un viaje para que Shang-Chi descubriera su lugar en el mundo,[12] y Liu creía que las luchas de Shang-Chi con la identidad eran el núcleo del personaje, más que sus habilidades en artes marciales.[13] Dado que el personaje no usa una máscara, Liu realizó muchas de sus propias acrobacias,[7] y ganó 10 libras (4.5 kg) de músculo para el papel mientras trabajaba en su flexibilidad.[13] Liu tenía conocimientos de taekwondo, gimnasia y Wing chun.[14] Además, se entrenó en otras diversas artes marciales, incluidas taichí,[15] wushu, muay thai, silat, Krav magá, jiu-jitsu, boxeo y pelea callejera para la película.[16] Jayden Zhang y Arnold Sun interpretan a Shang-Chi como un niño y como un adolescente, respectivamente.[17]
- Awkwafina como Katy:
Una valet de hotel y amiga cercana de Shang-Chi en San Francisco que desconoce su pasado.[7][18] Awkwafina describió a su personaje como alguien identificable,[19] con un "corazón real" y dedicación a Shang-Chi,[7] diciendo que "se ve empujada a un mundo en el que realmente no sabe qué hacer. Al mismo tiempo, está descubriendo cosas sobre sí misma".[19] Katy tiene dificultades para "comprometerse con un camino" en su vida, algo que Awkwafina sintió que era "un acertijo por el que se encuentran pasando muchos estadounidenses de origen asiático", teniendo en cuenta sus propias expectativas, las de sus padres y las de la sociedad.[9]
- Meng'er Zhang como Xialing:
La hermana menor distanciada de Shang-Chi e hija de Wenwu,[20] quien fue excluida de la organización Diez Anillos por su padre debido a su sesgo de género tradicional.[21] Xialing es una combinación de varios personajes de cómics, particularmente inspirados en Zheng Bao Yu.[22] Este fue el primer papel de Zhang en una película,[17] y dijo que el personaje era vulnerable detrás de su duro exterior.[23] Originalmente tenía una mecha roja en el cabello, pero Zhang pidió que se eliminara durante el rodaje después de descubrir la asociación del estilo con el estereotipo de "chica asiática rebelde";[23] la mecha se eliminó del metraje existente en posproducción con efectos visuales.[24] Para el papel, Zhang se entrenó en MMA, tai chi y dardo de cuerda.[25] Elodie Fong y Harmonie interpretan a Xialing cuando era niña y adolescente, respectivamente.[17][26]
- Fala Chen como Ying Li: La esposa de Wenwu y madre de Shang-Chi y Xialing, quien fue la guardiana de Ta Lo.[27][28] Chen estudió taichí para el papel.[27]
- Florian Munteanu como Razor Fist:
Un miembro de los Diez Anillos que tiene un machete en lugar de su mano derecha.[17]
- Benedict Wong como Wong: Un Maestro de las Artes Místicas participando en un torneo de lucha en jaula con Emil Blonsky..[29]
- Yuen Wah como Guang Bo: Uno de los líderes de Ta Lo.[17]
- Michelle Yeoh como Ying Nan: Una guardiana de Ta Lo, quién es la tía de Shang-Chi y Xialing.[17][30]
- Ben Kingsley como Trevor Slattery:
Un actor que anteriormente se disfrazó del Mandarín, y fue secuestrado por los Diez Anillos, convirtiéndose en un "bufón de la corte" para Wenwu.[31][32] Tiene una estrecha relación con el mítico hundun llamado Morris y viaja a Ta Lo con Shang-Chi.[31] Cretton sintió que era "esencial escuchar a [Slattery] admitir lo ridícula que era esa situación [de suplantación del Mandarín]", como se ve en Iron Man 3 (2013) y en el cortometraje Marvel One-Shots, All Hail the King (2014),[33] sintiendo que hacer que Slattery se disculpara por hacerse pasar por Wenwu era la manera perfecta de disculparse por los estereotipos raciales que rodean al mandarín.[34] Kingsley disfrutó revisando y desarrollando el personaje,[32] con Cretton diciendo que Kingsley pudo interpretar a "un Trevor que realmente se ha beneficiado de estar en prisión y ha salido como una versión limpia y sobria de sí mismo".[34]
- Tony Leung como Xu Wenwu:
El padre de Shang-Chi y Xialing, y líder de los Diez Anillos.[17] Wenwu es un personaje original del Universo cinematográfico de Marvel (UCM) que reemplaza al padre original del cómic de Shang-Chi, Fu Manchú, un "personaje problemático" asociado con estereotipos racistas de los que Marvel Studios no tiene los derechos cinematográficos.[6][7] En la película, Wenwu ha adoptado muchos nombres diferentes, incluido "El Mandarín", que según el productor Jonathan Schwartz viene con las expectativas de la audiencia debido a la historia del cómic de ese nombre. Dijo que Wenwu era un personaje más complejo y con más capas que la versión del cómic,[7] y Cretton agregó que había aspectos problemáticos de la representación del cómic del Mandarín que quería cambiar. Sintió que Leung evitaba los estereotipos asiáticos y una representación unidimensional al aportar humanidad y amor al papel,[7][35][12] describiendo a Wenwu como un "humano completamente realizado" con razones identificables para sus malas decisiones.[12] Leung no quería abordar al personaje como un villano, sino que esperaba explorar las razones detrás de por qué es "un hombre con historia, que anhela ser amado", describiéndolo como "un sociópata, un narcisista [y] un intolerante".[36] Esta fue la primera película de Leung en Hollywood después de una larga carrera principalmente en el cine de acción de Hong Kong.[21]

También aparecen en la película Ronny Chieng como Jon Jon, la mano derecha de Xialing y locutor en su club de lucha clandestino; Jodi Long como la Sra. Chen, madre de Katy; Dallas Liu como Ruihua, hermano de Katy; Paul He como el canciller Hui; Tsai Chin como la abuela de Katy; Andy Le como Death-Dealer, uno de los asesinos de Wenwu quien entrenó a Shang-Chi en su juventud; Stephanie Hsu y Kunal Dudhekar interpretan a Soo y John, los amigos casados de Shang-Chi y Katy; Zach Cherry como Klev, un pasajero de autobús que transmite en vivo una de las peleas de Shang-Chi (después de interpretar previamente a un vendedor ambulante en Spider-Man: Homecoming de 2017); y Dee Baker como la voz del hundun Morris, quien se hace amigo de Slattery. Jade Xu repite su papel de Black Widow (2021) como una Viuda Negra llamada Helen, mientras que Tim Roth proporciona voces no acreditadas para su papel de The Incredible Hulk (2008), Emil Blonsky / Abominación. Mark Ruffalo y Brie Larson aparecen, sin acreditar, en la escena a mitad de créditos, retomando sus respectivos roles del MCU de Bruce Banner y Carol Danvers / Capitana Marvel, respectivamente.

## Producción

### Desarrollo
Según Margaret Loesch, expresidenta y directora ejecutiva de Marvel Productions, Stan Lee discutió acerca del potencial para una película o serie de Shang-Chi protagonizada por el actor Brandon Lee con su madre Linda Lee durante la década de 1980. El padre de Brandon, el maestro de artes marciales Bruce Lee, fue la inspiración visual del artista Paul Gulacy cuando dibujaba a Shang-Chi durante su estadía en la serie de cómics Master of Kung Fu en los años de 1970. En 2001, Stephen Norrington anunció sus intenciones de dirigir una película de Shang-Chi titulada The Hands of Shang-Chi. En 2003, estuvo en desarrollo por parte de DreamWorks Pictures con Yuen Woo-ping sustituyendo a Norrington como director y Bruce McKenna contratado para escribir la historia. Ang Lee se incorporó al proyecto como productor en 2004, pero la película no se materializó después de que los derechos del personaje regresaran a Marvel. En septiembre de 2005, Avi Arad, en ese momento presidente y director ejecutivo de Marvel, anunció que Shang-Chi era uno de las diez proyectos considerados a desarrollarse en películas por el recién formado Marvel Studios, después de que la compañía recibiera financiamiento para producir el calendario con Paramount Pictures como distribuidora. Marvel pensó que el personaje podría hacer una gran película, a pesar de ser relativamente desconocido, porque tiene una "historia muy Disney" en los cómics.
La organización de Los Diez Anillos se introdujo en la primera película del Universo cinematográfico de Marvel (UCM), Iron Man (2008), sin su líder, el Mandarín. El presidente de Marvel Studios, Kevin Feige, sintió que no podían hacer justicia al personaje en las películas de Iron Man porque se centraron en Tony Stark / Iron Man, y planeaba presentarlo en una película posterior. Según Chris Fenton, expresidente de la productora de películas con sede en China, DMG Entertainment, estaba en conversaciones con Marvel Studios para coproducir sus películas, Marvel ofreció crear un adelanto con Shang-Chi o el Mandarín para el mercado chino que aparecería al final de The Avengers (2012). DMG rechazó la oferta ya que la representación estereotipada negativa del Mandarín en los cómics podría impedir que la película se estrenara en China y se correría el riesgo de cerrar a DMG como empresa. El Mandarín finalmente aparecería en la película coproducida por DMG, Iron Man 3 (2013) interpretado por Ben Kingsley, aunque se revela que es el actor, Trevor Slattery haciéndose pasar por el Mandarín. Feige sintió que esto no significaba necesariamente que no existiera una versión más fiel del personaje en el UCM, y esto se confirmó en el cortometraje de Marvel One-Shots, All Hail the King (2014) en el que Kingsley retomó su papel de Slattery.
En diciembre de 2018, Marvel aceleró el desarrollo de una película de Shang-Chi con la intención de convertirla en su primera película con un protagonista asiático. Marvel contrató al escritor chino-estadounidense Dave Callaham para escribir el guion y comenzó a buscar cineastas asiáticos y asiático-estadounidenses para dirigir la película. El objetivo de los estudios era que cineastas asiáticos y asiático-estadounidense exploraran temas relacionados con su cultura, tal como lo habían hecho con la cultura africana y afro-estadounidense con Black Panther a inicios de 2018. El desarrollo de la película también se debió al éxito de Crazy Rich Asians que también se estrenó a principios de 2018 y llevó a que los estudios de Hollywood desarrollaran varias otras propiedades lideradas por asiáticos. El guion de Callaham fue hecho para modernizar elementos del personaje de los cómics, que fue escrito por primera vez en la década de 1970, para evitar lo que el público moderno consideraría estereotipos negativos. Cuando Callaham comenzó a trabajar en el guion, se emocionó al darse cuenta de que era el primer proyecto en el que se le pedía que escribiera "desde mi propia experiencia, desde mi propia perspectiva". Jessica Gao, quien luego se convertiría en la guionista principal de la serie de televisión de Marvel Studios, She-Hulk: Attorney at Law (2022), también presentó un pitch para la película. Richard Newby de la revista The Hollywood Reporter afirmó que la película podría "salir al estrellato en una manera similar a Black Panther" por traer una nueva perspectiva al personaje. Newby sintió que Shang-Chi pudo haber trabajado bien como una serie de televisión en lugar de una película. Newby concluyó que la cinta era una oportunidad para evitar estereotipos acerca de los artistas marciales asiáticos y ser "más que el Bruce Lee de Marvel".
Marvel Studios contrató al japonés-estadounidense Destin Daniel Cretton para dirigir la película en marzo de 2019. Deborah Chow —quien previamente había dirigido episodios de las series, Iron Fist y Jessica Jones de Marvel—, Justin Tipping y Alan Yang también fueron considerados para tomar el puesto. Anteriormente, Cretton no había estado interesado en dirigir una película de superhéroes, pero se sintió atraído por el proyecto para ayudar a crear un mundo y un personaje que los niños asiáticos pudieran admirar y verse a sí mismos. Su propuesta incluía inspiración visual del cine chino, de Surcoreano, Japonés y otros asiáticos, incluido anime, para resaltar un tono que mostraba "el drama y el dolor de la vida, pero también mostraba el humor de la vida". En abril, Marvel Studios y el ministro de artes australiano, Mitch Fifield, anunciaron que una próxima película de Marvel, que se cree que es Shang-Chi, se filmaría en Fox Studios Australia en Sídney y en locaciones en todo el estado de Nueva Gales del Sur. La producción recibió 24 millones de dólares australianos (unos dieciocho millones de dólares estadounidenses) como fondo único del gobierno, así como un respaldo de 10 millones de dólares australianos (ocho millones de dólares estadounidenses) del fondo «Made in NSW» del estado. Se esperaba que la producción generara 150 millones de dólares australianos (ciento quince millones en moneda estadounidense) para la economía de Australia, y además 4700 trabajos nuevos, mientras que 1200 negocios locales tomarían ventaja. Don Harwin, el ministro de artes de Nueva Gales del Sur, confirmó que la película a desarrollarse en territorio australiano sería Shang-Chi y se produciría de forma simultánea con Thor: Love and Thunder (2022). La producción de Shang-Chi estaba programada para comenzar a principios de 2020 y finalizar más tarde ese mismo año.

### Casting
A mediados de julio, Marvel inició audiciones para actores que fueran mayores de 20 años para el papel de Shang-Chi, incluyendo a Lewis Tan y Simu Liu. Tan había interpretado previamente a Zhou Cheng en Iron Fist. El estudio fue firme en que los actores tuvieran ascendencia china para el personaje. Liu fue considerado antes en el proceso de audición y regresó para una segunda audición cuando los creativos tenían dificultades para elegir el papel. Probó de nuevo para el papel el 14 de julio y fue oficialmente anunciado el 16 de julio de 2019. Awkwafina, quien fue el primer miembro del elenco elegido para la película, hizo pruebas de química con los actores potenciales y dijo que "era evidente que [Liu] era Shang-Chi desde el principio". Los castings de Liu y Awkwafina fueron anunciados por Cretton y el productor Feige en el panel de Marvel Studios durante la Convención Internacional de Cómics de San Diego, el 20 de julio de ese año, donde el título completo de la película se dio a conocer como Shang-Chi and the Legend of the Ten Rings. Feige notó que la organización de los Diez Anillos había aparecido a través del UCM. Mencionó que el líder de dicho grupo, El Mandarín, sería presentado en esta película con Tony Leung interpretando el papel. Cretton había querido contratar a Leung, pero dudaba que aceptara el papel. A pesar de esta indecisión, el productor Jonathan Schwartz decidió ponerse en contacto con Leung y aceptó el papel después de una reunión con Cretton.
En diciembre de 2019, Feige dijo que la película contaría con un elenco predominantemente asiático. Un mes después, Michelle Yeoh inició conversaciones para un papel en la película. Esto era para un personaje diferente a Aleta Ogord en Guardianes de la Galaxia vol. 2 (2017). A Jessica Henwick, quien anteriormente interpretó a Colleen Wing en Iron Fist, se le pidió que hiciera una audición para el papel de Xialing en la película, pero al mismo tiempo se le ofreció el papel de Bugs en The Matrix Resurrections (2021). Después de que los respectivos estudios le dieran un ultimátum para seleccionar uno de los papeles, Henwick eligió la parte de Resurrections. Esto se debió en parte a que esperaba volver a interpretar el papel de Wing en una futura producción del MCU. La actriz emergente, Meng'er Zhang finalmente fue elegida para el papel. Kingsley repite su papel como Slattery en la película. La inclusión del personaje se planeó desde el principio para ayudar a explorar completamente el "contexto de quién es El Mandarín en el MCU". El productor Jonathan Schwartz llamó a Slattery un "arma secreta" cuya introducción a mitad de la película lo mueve en una dirección diferente y proporciona un alivio cómico.

### Guion
Además de Callaham, Cretton y Andrew Lanham también contribuyeron al guion de Shang-Chi and the Legend of the Ten Rings a partir de una historia de Callaham y Cretton. La película fue descrita como una "epopeya de superhéroes que combina el drama familiar emocional con acción y artes marciales que desafían la gravedad". Schwartz dijo que gran parte del arco de Shang-Chi dentro de Marvel Comics es un drama familiar, y Cretton quería enfocarse en ese elemento para la película, explorando los antecedentes familiares rotos y abusivos de Shang-Chi. Liu señaló que la historia de fondo del cómic de Shang-Chi no es tan conocida como la de personajes de cómics como Batman o Spider-Man, y eso les dio a los escritores de la película la posibilidad de tomar más libertades creativas con la historia. Cretton y Callaham eran conscientes de algunos de los estereotipos raciales que rodean al personaje en los cómics, con Liu diciendo que todos los involucrados eran "muy sensibles para que no entrara en un territorio estereotipado". Cretton creía que el guion resultante era una "actualización realmente hermosa" del personaje de lo que comenzó en los cómics.
Cretton sintió que la película contaba una historia auténtica sobre la identidad asiática. Callaham dijo que "no hay una sola voz asiático-estadounidense", y él y Cretton contemplaron cómo la película podría hablar a "la diáspora asiática en general" y sería "emocionante y entretenida, pero también personal para todas estas personas". Los miembros del elenco Liu, Leung y Meng'er Zhang contribuyeron con sus propias experiencias provenientes de Canadá, Hong Kong y China continental, respectivamente, para agregar autenticidad a la película. Algunos aspectos que se discutieron con respecto a cada escena fueron si los personajes deberían hablar en chino mandarín o inglés y el tipo de comida que se sirve en los diferentes hogares para asegurarse de que se sienta auténtico en la casa de quién es. La apertura de la película comienza con una narración completamente en mandarín, que Nancy Wang Yuen, escribiendo para io9, dijo que fue una decisión sorprendente para que una película del UCM "comience en un idioma distinto al inglés y continúe haciéndolo durante un período prolongado". Con respecto al uso del mandarín en la película, Cretton dijo que la elección de qué idioma usar cuando estaba "siempre enraizada en la lógica de los personajes y quién hablaría naturalmente qué idioma". Zhang, cuyo primer idioma es el mandarín, sirvió como entrenadora de dialecto para los otros actores. Shang-Chi se ocupa además del idioma asiático y algunas caracterizaciones negativas a su alrededor al retratar a sus personajes con un conocimiento variado de los idiomas asiáticos, como lo demuestra un intercambio con Katy y Jon Jon cuando Jon Jon dice que habla "ABC" (American-born Chinese, en español: chino nacido en Estados Unidos). Otro de esos momentos es cuando Shang-Chi le enseña a Katy cómo pronunciar su nombre, lo que sirve como un momento meta para ayudar a la audiencia a pronunciar correctamente "Shang-Chi".
Cretton sintió que era importante tener "muchas mujeres fuertes" alrededor de Shang-Chi que "le patearan el trasero en marcha" en contraste con la relación entre Shang-Chi y su padre Wenwu (la versión cinematográfica del mandarín). Estos personajes secundarios también tienen sus propios arcos narrativos. Las tres hermanas de Cretton y su esposa ayudaron a inspirar a los personajes Katy, Xialing, Ying Nan y Ying Li. Hablando de la relación entre Shang-Chi y Katy, Cretton disfrutó de poder mostrar una amistad fuerte y "profundamente cariñosa" que rara vez se ve en las películas de superhéroes, y agregó que se habría sentido forzado a que los dos personajes terminaran en una relación romántica juntos. Yeoh solicitó que se agregara una escena entre su personaje Ying Nan y Xialing de Zhang que le permitiría a Xialing "salir de las sombras por primera vez"; esta escena se convirtió en una parte importante del viaje de Xialing en la película y fue una de las muchas escenas que también abordaron el sexismo presentado en la historia. Cretton sintió que ver a Xialing convertirse en la nueva directora de la organización Diez Anillos en la escena posterior a los créditos de la película reflejaba su comienzo a tomar el control de su vida. Existieron varias versiones de la escena a lo largo de la producción antes de que se trasladara después de los créditos, ya que pensaron que era "una idea jugosa de hacia dónde podría ir la historia en el futuro".

### Diseño
Sue Chan se desempeñó como diseñadora de producción de la película. El primer lugar que ella y el equipo exploraron fue San Francisco, donde Chan vivía anteriormente. Sugirió Clement Street, "el antiguo barrio chino de San Francisco", como el hogar de los personajes porque no tiene los clichés esperados de Chinatown. El set de apartamentos de San Francisco de la película fue uno de los favoritos de Chan debido a su precisión en las casas asiático-estadounidenses reales. Otro de sus favoritos fue el set de un restaurante donde Wenwu mata a sus enemigos, para el cual Chan se inspiró en las películas de gánsteres de Hong Kong. Cretton quería que el club de lucha de Xialing fuera divertido y mostrara su carácter en lugar de dar miedo y peligro. Chan señaló que la oficina de Xialing combina imágenes de calaveras con flores y colores llamativos, y los decorados incorporan los puntos de vista feministas del personaje. El campo de batalla es un octágono porque el número ocho es significativo en las culturas asiáticas.
Para Ta Lo, Chan investigó la cultura y los diseños chinos antiguos y tomó elementos de muchas épocas, ya que la aldea no pertenece a un momento específico de la historia china. Estos elementos incluyen simbolismo, estilos y colores de la Tang y la dinastía Song. Los símbolos clave de la aldea eran los cinco elementos chinos de madera, agua, fuego, metal y tierra, y el metal se reemplazó con Dragón chino escamas para la película. Estos elementos se utilizaron como base del conjunto del pueblo, junto con elementos de construcción tradicionales como el bambú (se utilizó tanto bambú real como artificial). El pueblo en sí se construyó en un área abierta junto a un embalse en las afueras de Sídney y todos los edificios del pueblo se planificaron, construyeron y decoraron tal como serían utilizados por los habitantes. Estos incluyen un cobertizo de cerámica, un cobertizo para cocinar y un salón de clases, todos construidos alrededor del templo central que está abierto por todos lados y contiene la historia de Ta Lo. El universo de Ta Lo está habitado por varias criaturas mitológicas chinas, incluidos dragones, fenghuang, shishi, hundun, jiuwei hu y qilin. Andy Park dirigió el equipo de desarrollo visual de Marvel Studios para la película y diseñó específicamente el disfraz de héroe de Shang-Chi. El disfraz combina elementos de su propio estilo con los de sus padres: la chaqueta está hecha con escamas de dragón Ta Lo y es un regalo de su madre, recibe los diez anillos de su padre al final de la película y usa sus propios zapatos americanos. El diseñador de vestuario [Kym Barrett también investigó diseños chinos antiguos y luego los adaptó para satisfacer las necesidades de las acrobacias de la película.
El logotipo de Diez Anillos que se diseñó originalmente para el MCU presentaba un círculo de los diez anillos entrelazados con caracteres del idioma mongol. La aparición del logotipo en Iron Man 3 provocó la ira del gobierno mongol, que sintió que los guiones mongoles "ligaban ofensivamente el patrimonio cultural inmaterial del país a un grupo terrorista". El logotipo se actualizó para Shang-Chi para usar caracteres chinos "inofensivos", incluidos sinónimos de fuerza o poder escritos en escritura de sello antiguo. Oyungerel Tsedevdamba, exministro de cultura, deportes y turismo de Mongolia, creía que el cambio era más para apaciguar al mercado chino que al gobierno de Mongolia. Los diez anillos reales se representan como brazaletes que se usan en la muñeca en lugar de anillos en los dedos como en los cómics. Schwartz dijo que se discutieron múltiples enfoques a los anillos, y el diseño de precisión del cómic se veía "un poco tonto en la práctica" y fue demasiado similar a las Gemas del Infinito que aparecen en todo el MCU. El complejo de los Diez Anillos pasa por cuatro etapas en la película que reflejan el carácter de Wenwu: comienza como una fortaleza "fría" que destaca el logotipo de los Diez Anillos; el compuesto luego se convierte en una casa familiar con colores brillantes, jardines, elementos de diseño de la aldea Ta Lo y un mosaico de un fénix que reemplaza el logotipo de Diez Anillos; luego se eliminó el color de los decorados para convertirlo en un "caparazón desolado" mientras Wenwu llora la muerte de su esposa; y, finalmente, se introducen elementos del club de lucha de Xialing en la escena posterior a los créditos cuando ella se hace cargo del complejo y lo hace suyo.

### Rodaje
La fotografía principal comenzó en febrero de 2020, grabándose en los estudios de Fox de Australia en Sídney y a través del estado de Nueva Gales del Sur, bajo el título provisional, Steamboat. William Pope se desempeñó como director de fotografía de la película, filmando en Arri Alexa LF. Cretton eligió a Pope porque sintió que el estilo del director de fotografía podría ser tanto naturalista como realzado, y por el trabajo de Pope en The Matrix (1999), de la cual Cretton creyó que tenía buen tono para una película del UCM enfocada entre personajes de origen asiático. Pope ya quería trabajar con Cretton después de quedar impresionado por su película Short Term 12 (2013). Cretton se inspiró en la filmografía de Jackie Chan, la serie Ip Man, Tai Chi Master (1993) y Kung Fu Hustle (2004), entre otros en los géneros de artes marciales y kung-fu, así como anime y videojuegos.

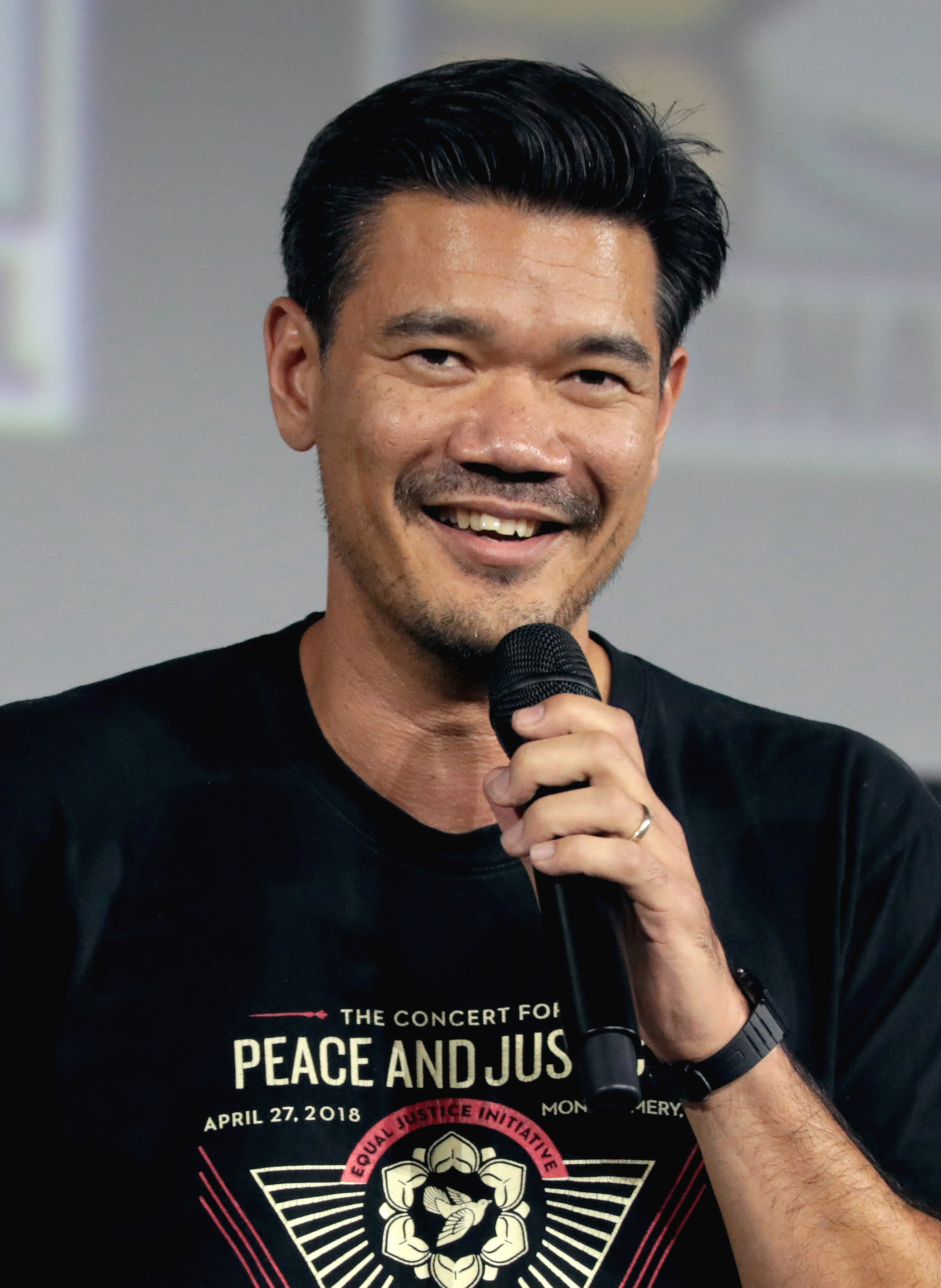
Destin Daniel Cretton presentando la película en la Comic-Con de San Diego de 2019.

El 12 de marzo de 2020, después de la interrupción de los rodajes por la pandemia de coronavirus, Cretton decidió hacerse por su cuenta una prueba de la enfermedad luego de haber trabajado de manera cercana con gente que potencialmente estuviesen expuestos a la misma. Esta fue una precaución debido a que Cretton tenía un bebé recién nacido, y se aisló a sí mismo mientras esperaba estos resultados; el resultado de la prueba salió negativo. Mientras Cretton estuvo en aislamiento, Marvel temporalmente suspendió la primera unidad de producción de la película pero con el propósito de obtener una segunda unidad y otros aspectos de la producción para continuarla en su normalidad. El 13 de marzo, el resto de la producción de la película se detuvo cuando Disney detuvo el rodaje de la mayoría de sus proyectos. Antes de la suspensión, Ronny Chieng se unió al elenco para un papel sin revelar. A inicios de abril, Disney cambió las fechas de estreno de sus películas debido a la pandemia, trasladando a Shang-Chi para el 7 de mayo de 2021.
El trabajo de construcción de escenarios para la película se reanudó a fines de julio de 2020, y el 2 de agosto todos los miembros del elenco y del equipo habían llegado para comenzar a filmar "en los próximos días". Cualquier miembro del elenco y del equipo que regresara a Australia desde fuera del país tuvo que ser puesto en cuarentena durante dos semanas a su llegada antes de regresar al trabajo, de acuerdo con las pautas de Australia. Más tarde, en agosto, se confirmó que Michelle Yeoh aparecería en la película. Al mes siguiente, la fecha de estreno de la película se retrasó hasta el 9 de julio de 2021, después de que Black Widow (2021) se cambiara a la fecha de mayo de 2021. En octubre, el rodaje tuvo lugar en San Francisco, California, también bajo el título provisional Steamboat. Debido a la pandemia, el equipo de Australia no pudo viajar a San Francisco para esta filmación. Los lugares de rodaje incluyeron los vecindarios de Russian Hill, Noe Valley y vecindarios de Nob Hill, así como Fisherman's Wharf y Ghirardelli Square. El rodaje concluyó el 24 de octubre de 2020.

#### Coreografía
Cretton quería usar una gama de diferentes estilos de lucha en la película debido a que Shang-Chi estaba entrenado en diferentes tipos de artes marciales. Estos incluyen el "estilo wushu elegante, casi etéreo" de Crouching Tiger, Hidden Dragon (2000) y las peleas "cinéticas" de las películas de Jackie Chan. El coordinador y supervisor de dobles Brad Allan junto con otros miembros del Jackie Chan Stunt Team se hicieron responsables de que los diferentes estilos se sientan consistentes, además de contener elementos del cine de acción de Hong Kong. Schwartz dijo que había un significado para cada estilo de lucha en la película, y ayudaron a contar la historia visualmente. Shang-Chi and the Legend of the Ten Rings está dedicado a Allan, quien murió en agosto de 2021.
La secuencia de la pelea en el autobús fue parte del pitch inicial de Cretton para la película. Él la llamó un "escenario hipotético" para ayudar a explicar las secuencias de pelea que disfrutó, "aquellas en las que las apuestas siguen aumentando a medida que la pelea continúa". Una vez que se decidió incluir la secuencia en la película y comenzó la planificación, Cretton le dio crédito a Allan por traer la "comedia física similar [a la pelea] de Buster Keaton, mezclada con configuraciones y recompensas, y lo que está en juego, y subiendo a niveles casi ridículos". El equipo de dobles añadió una referencia específica a Jackie Chan, conocido por este estilo de lucha, en el que Shang-Chi se quita la chaqueta, la hace girar mientras lucha y se la vuelve a poner. El coordinador de peleas Andy Cheng dijo que toda la secuencia tomó más de un año para planificarse, pasando por hasta 20 iteraciones diferentes, con la mayoría de las diferencias relacionadas con las peleas dentro del autobús. Dijo que averiguar cómo se cortaría el autobús por la mitad y coreografiar una pelea en torno a eso fue la parte más difícil. El equipo de dobles realizó de 10 a 15 ediciones diferentes de "stuntviz" para planificar la secuencia.
Se enviaron dos autobuses a Sídney para filmar las tomas interiores de la secuencia. Estos autobuses fueron desmontados y vueltos a montar en un cardán de 15 pies (4,6 m) de alto y otro cardán de 3,3 pies (1,0 m) de alto, con las ventanas y los asientos removidos la mayor parte del tiempo por seguridad. La secuencia se completó parcialmente cuando la producción se cerró debido al COVID, lo que obligó a los involucrados a "volver a sintonizar" una vez que se reanudó la producción. La filmación de las tomas interiores tomó alrededor de seis semanas. Las tomas exteriores se filmaron en San Francisco, con un equipo diferente debido a la pandemia. El equipo de efectos visuales planeó la filmación de forma remota para que la unidad pudiera obtener el metraje que necesitaba. Se usaron cuatro autobuses más para esta parte de la secuencia, incluido uno que se filmó chocando contra varios autos por una colina. La secuencia se filmó a 48 fps para ayudar con el seguimiento o los ajustes, y se volvió a convertir a 24 fps. Las tomas en cámara lenta se realizaron a 250 fps utilizando un cámara fantasma. La secuencia termina en una intersección real en San Francisco que fue filmada parcialmente en Sídney y combinada con imágenes de San Francisco por el equipo de efectos visuales. Cretton dijo que había algunas "cosas falsas" en la precisión de la secuencia para San Francisco, dijo: "no puedes ir cuesta abajo durante seis minutos seguidos", pero se basó principalmente en una ruta real, sugerida por Chan. El autobús está destinado a ser un Muni, pero se utilizó una marca diferente debido a que la empresa no quería asociarse con un autobús que chocó.
Cretton inicialmente le dijo a Leung que no necesitaría pelear debido al uso de los diez anillos por parte de Wenwu, pero el actor finalmente tuvo varias secuencias de pelea y solo tuvo dos semanas para prepararse para ellas. Dijo que esto no fue difícil debido a su experiencia actuando en películas de acción. La primera escena de acción del personaje, donde se enamora de Ying Li, se inspiró específicamente en el estilo wuxia de películas como Hero (2002) que protagonizó Leung, y dijo que filmar la escena le recordó los inicios de su carrera. La pelea en Macao en un andamio fuera del club de lucha de Xialing se filmó contra pantalla azul en varios andamios, incluido uno que se construyó sobre un cardán de 45 grados para lograr una toma específica con Xialing. El ataque Kamehameha del anime Dragon Ball Z fue una inspiración para la pelea final entre Shang-Chi y Wenwu, que Cretton también había incluido en su pitch.

### Posproducción
Nat Sanders y Elísabet Ronaldsdóttir se desempeñaron como los coeditores de la película, junto a Harry Yoon. En diciembre de 2020, Marvel reveló los roles de varios miembros del elenco, incluida Awkwafina como la amiga de Shang-Chi, Katy, Yeoh como Ying Nan y Chieng como Jon Jon. También anunciaron el casting de Meng'er Zhang como Xialing, Fala Chen como Ying Li y Florian Munteanu como Razor Fist; Munteanu fue elegido después de que Marvel Studios quedara impresionado con su papel en Creed II (2018). En marzo de 2021, la fecha de estreno de la película se retrasó una vez más hasta el 3 de septiembre de 2021, cuando Black Widow se cambió a la fecha de julio de 2021, y también se reveló que Dallas Liu aparecería.
El tráiler oficial de la película, estrenado en junio de 2021, reveló que Benedict Wong repetiría su papel de Wong, de las películas del UCM,y el personaje de Abominación aparecería junto a él; la Abominación apareció por primera vez en The Incredible Hulk (2008), interpretado por Tim Roth, y Roth volvió para proporcionar voces no acreditadas para el personaje en Shang-Chi. Feige dijo que era "muy divertido" poder volver a un personaje como Abominación, después de más de una década desde su última aparición en el MCU, especialmente con los fanáticos reconociendo y aceptando la referencia en el tráiler. Los personajes se agregaron a la película después de que Gao creara una historia para ellos en She-Hulk: Attorney at Law, para que la audiencia pudiera recordar a Abominación y emocionarse por sus próximas apariciones en la serie. Wong estaba muy emocionado de ser parte de la película y estar "sentado en una mesa de excelencia asiática".
La escena de mitad de créditos de la película, que presenta a Mark Ruffalo como Bruce Banner y Brie Larson como Carol Danvers, fue concebida al final de la producción de la película por Cretton para abordar los orígenes de los Diez Anillos. Muchos orígenes diferentes en la película para los Diez Anillos, pero Callaham dijo que ninguno de estos hizo una diferencia en la historia de la película, por lo que decidieron dejar el origen ambiguo, lo que significaba que podría abordarse en un proyecto posterior del MCU. Cretton esperaba que pudieran presentar a Wong en la escena y que fuera al karaoke con Shang-Chi y Katy para cantar "«Hotel California», pero no estaba seguro de qué personajes adicionales de los Vengadores aparecerían hasta el final de la posproducción. Banner y Danvers fueron elegidos para la escena ya que cada uno representa los aspectos científicos y espaciales del UCM, respectivamente, y porque sus apariciones se alinean con otros eventos en el MCU que suceden en el momento de la escena. Cretton también reconoció en broma que la aparición de Larson continuó con la racha de ella apareciendo en sus películas después de que ambos trabajaron juntos en Short Term 12 (2013), The Glass Castle (2017) y Just Mercy (2019). Ruffalo y Larson filmaron sus apariciones a principios de 2021 durante la fotografía adicional de la película. Feige dijo que la escena indica cuán importante es Shang-Chi para el MCU, comparándolo con Nick Fury en la escena posterior a los créditos de Iron Man.

#### Efectos visuales
Christopher Townsend fue contratado para ser el supervisor de efectos visuales de la película. Trabajó con once proveedores diferentes y también contrató a Joe Farrell, con sede en Australia, para que se desempeñara como supervisor adicional trabajando con otros cinco proveedores. Crearon más de 1700 tomas de efectos visuales para la película. Farrell supervisó la secuencia del autobús en Sídney (y de forma remota la parte del rodaje en San Francisco) y dijo que era una de las secuencias más complicadas en las que él y Townsend habían trabajado. La escena contó con 168 tomas, de las cuales 40 a 50 eran en su mayoría digitales. El entorno requirió piezas digitales para el autobús, los edificios y las personas. Farrell dijo que el movimiento de la secuencia dificultaba la edición, especialmente en lo que respecta a los nueve pasajeros. Se mapearon para saber dónde estaban en todo momento y, a veces, se movieron digitalmente. Debido a que la pelea de Macao tiene lugar en andamios fuera de un edificio de vidrio, Rodeo FX tuvo que rotoscopiar alrededor de los actores y reemplazar todo el fondo. Se creó una versión digital del centro de Macao basada en filmaciones de referencia, que Farrell nuevamente supervisó de forma remota.
La escena del mapa de agua pasó por muchas iteraciones para determinar cómo se debía transmitir esa información, y Cretton sintió que el uso del agua estaba "perfectamente conectado con la historia de nuestros personajes" y creó una "escena visualmente hermosa". La secuencia del título principal de la película fue diseñada por Perception y se centró en el movimiento del agua. Rising Sun Pictures contribuyó a más de 300 tomas de efectos visuales en la película y fue el principal responsable de crear el entorno digital para Ta Lo. Los artistas de la compañía crearon la geografía del bosque y se inspiraron en lugares del Sureste de Asia y también integraron algunos elementos prácticos del material filmado en Sídney, que luego se ajustó para la iluminación adecuada en posproducción. Los decorados para Ta Lo se diseñaron cuidadosamente para permitir una combinación más sencilla entre elementos prácticos y generados por computadora, como agregar erosión a varios árboles y también agregar más agua y especies de árboles y otras plantas a las tomas. El equipo también trabajó con el Instituto Australiano de Aprendizaje Automático para desarrollar una técnica avanzada para el reemplazo facial, impulsada por inteligencia artificial (IA), que se usó para reemplazar las caras de los dobles con los actores principales de las escenas de acción ubicadas en el área. El hundun Morris se inspiró en el perro de la familia de Cretton, un dachshund de 15 años. Se incluyeron imágenes de hunduns durante el desarrollo inicial como inspiración potencial para la película y Cretton quería presentar una en la película de alguna manera después de verlas. Morris fue una "mancha" de pantalla verde durante el rodaje, y Cretton le dio crédito a Kingsley por ayudarlo a "darle vida", haciéndolo sentir como si Morris fuera un personaje real. Se probaron múltiples diseños diferentes para el personaje, incluido uno que lo hacía parecer "como un pollo desplumado", pero los creativos querían asegurarse de que Morris siguiera siendo lindo, lo cual fue un desafío ya que los ojos y la cara de un personaje ayudan a transmitir su emoción. Como tal, se basaron en el aspecto de su pelaje y plumas.
WetaFX contribuyó a más de 305 tomas de efectos visuales en la película. Al equipo le resultó fácil crear los anillos generados por computadora, pero tuvieron dificultades para diseñar su movimiento, ya que los movimientos del anillo eran muy "específicos del personaje"; Shang-Chi usó los anillos a la defensiva mientras que Wenwu los usó de manera agresiva. Inicialmente, el mapa de Feige quería que la energía de cada anillo tuviera su propio color como referencia a los anillos de los cómics, cada uno de los cuales tiene una habilidad diferente, pero encontraron que esto distraía demasiado. En cambio, la energía de los anillos se basa en quién los usa, con una energía naranja más cálida para Shang-Chi y un color azul más frío para Wenwu. Wētā también creó crearon los diseños de la Gran Protectora y Morador de la Oscuridad para la película y ayudaron a crear las escenas de acción entre ellos con el agua. Las criaturas se renderizaron usando varias herramientas, como Houdini y Mantra, y se animaron usando otras herramientas como Maya y las marionetas de Loki. Las versiones proxy de las criaturas se crean al principio, y luego se agregó la visualización de los chakras, con diferentes colores, y las almas humanas. Luego, el equipo usó el renderizador en tiempo real Gazebo para evaluar el modelo recién creado, lo que les permite identificar cualquier problema potencial desde el principio. Después de esto, el equipo insertó el cabello de los dragones y los artistas de la textura agregaron sombras a los dragones para darles "propiedades materiales". Se utilizaron como referencia materiales de la vida real, como cuarzo, conchas, piel de lagarto y piel de elefante. Al crear el agua, el equipo usó técnicas de línea de producción, ya que designaron a personas para supervisar ciertas partes de la simulación del agua, como la superficie del agua.

### Doblaje
| Intérprete original | Personaje       | Doblaje en España     |
| ------------------- | --------------- | --------------------- |
| Simu Liu            | Shang-Chi       | David Robles          |
| Awkwafina           | Katy            | Catherina Martínez    |
| Meng'er Zhang       | Xu Xialing      | Sara Iglesias         |
| Florian Munteanu    | Puño de Navaja  | Nacho Hijas           |
| Michelle Yeoh       | Ying Nan        | María del Mar Jorcano |
| Ben Kingsley        | Trevor Slattery | Alfonso Vallés        |
| Tony Leung          | Wenwu           | José Luis Gil         |
| Ronny Chieng        | Jon Jon         | Michel Tejerina       |
| Jodi Long           | Sra. Chen       | Ana San Millán        |
| Dallas Liu          | Ruihua          | Roberto Rodríguez     |
| Stephanie Hsu       | Soo             | Marina Céspedes       |
| Kunal Dudhekar      | John            | Juan Amador Pulido    |

## Música
Joel P. West, que compuso la música de las cuatro películas anteriores de Cretton, volvió a componer la banda sonora de Shang-Chi; reconoció que esta era la película más grande en la que había trabajado. West comenzó a trabajar en la película cuando contrataron a Cretton y desarrolló sus ideas a lo largo del proceso de filmación. Escribió música "siniestra" y "dominante" para Wenwu y música más "etérea" para Ying Li, y luego las combinó para crear la música de Shang-Chi, ya que la historia trata sobre él aceptando ambos lados de su familia. West pasó meses investigando la música china para poder incorporar elementos chinos tradicionales en la partitura, principalmente para Ying Li y Ta Lo. La grabación se llevó a cabo con una orquesta londinense de 70 músicos en Abbey Road Studios en Londres en junio de 2021, con el UK Chinese Ensemble que también proporcionó instrumentos chinos tradicionales y actuaciones para la partitura.
Marvel Music y Hollywood Records lanzaron digitalmente un álbum con la partitura de la película el 1 de septiembre de 2021. Marvel Music, Hollywood Records y Interscope Records también lanzaron cuatro sencillos inspirados en la película antes de su estreno: «Lazy Susan» de 21 Savage y Rich Brian, «Every Summertime» de Niki, «Run It» de DJ Snake, Rick Ross y Rich Brian, y «In the Dark» de Swae Lee y Jhené Aiko. El 3 de septiembre se lanzó un álbum con la banda sonora que contiene estas además de canciones de JJ Lin, Saweetie, Anderson .Paak y otros miembros de la "próxima generación de artistas asiáticos". Esto fue producido por Sean Miyashiro y 88rising, quienes trabajaron con Cretton para contar una historia en el álbum sobre la experiencia asiático-estadounidense con una inspiración particular en San Francisco porque esa ciudad aparece en la película.

## Mercadotecnia
El 19 de abril de 2021, en el cumpleaños de Simu Liu, se compartió el primer póster de la película, y poco después Marvel lanzó el primer avance. Adam B. Vary, de Variety, sintió que era "gratificante ver finalmente a Liu en acción como Shang-Chi" y destacó cómo el adelanto proporcionó más información sobre detalles como la forma en que la película representaría al Mandarín con los diez anillos. Cole Delbyck en HuffPost dijo que la acción "alucinante" no se parecía a nada visto en películas anteriores del UCM. Escribiendo para io9, Rob Bricken sintió que el avance no decepcionó con su acción, pero el drama familiar fue lo que hizo que la película pareciera atractiva para él. Adam Chitwood de Collider calificó el avance como "bastante fantástico", comparando su historia y tono con Black Panther, y diciendo que Shang-Chi parecía ser "una experiencia emocionante, fresca y nueva del Universo cinematográfico de Marvel" basada en el avance. Las reacciones al póster y el tráiler en las regiones de habla china en el este de Asia fueron más críticas, y los comentaristas creían que ambos presentaban una visión "bastante estereotipada" del pueblo y la cultura chinas.
El primer tráiler completo de la película se lanzó el 24 de junio de 2021 durante la NBA Countdown de ESPN. Sean Keane de CNET disfrutó de ver más de Leung en el tráiler y calificó las secuencias de lucha como "súper impresionantes". Se sorprendió por la inclusión de Abominación al final del tráiler y notó que el personaje se parecía más a su diseño de los cómics que cuando apareció en The Incredible Hulk. Gabriella Geisinger de Digital Spy sintió que el papel de Abominación en la película sería solo un cameo para anticipar la historia del personaje en la serie de Disney+, She-Hulk: Attorney at Law (2022), pero sintió que aun así podría tener "implicaciones de gran alcance" para el UCM. Germain Lussier de io9, Susana Polo de Polygon y Jennifer Ouellette de Ars Technica sintieron que el tráiler era un mejor escaparate para Shang-Chi que el avance, con Ouellette destacando la narración diferente para el tráiler que ampliaba los antecedentes familiares de Shang-Chi. Lussier también señaló que el tráiler presentaba muchos efectos visuales nuevos que no estaban en el avance, y sintió que Shang-Chi pronto se convertiría en una "gran estrella", a pesar de no ser un personaje muy conocido.
El 15 de agosto de 2021, Ron Han creó una campaña de GoFundMe para recaudar fondos para que los niños asiático-estadounidenses de las islas del Pacífico (API) en el Boys & Girls Club en San Gabriel Valley vieran Shang-Chi, así como un gran "desafío Shang-Chi" para que otras personas crearan impulsos similares para sus comunidades; el desafío se inspiró en uno similar creado para Black Panther (2018). A finales de mes, la organización sin fines de lucro de API Gold House se asoció con GoFundMe para crear el Fondo de Comunidad abierta de oro Shang-Chi and the Legend of the Ten Rings, para recaudar dinero para proyecciones privadas de la película para la comunidad API y grupos sin fines de lucro. El 1 de septiembre se estrenó un episodio de la serie Marvel Studios: Leyends, que explora la organización Diez Anillos utilizando imágenes de sus apariciones anteriores en el MCU. A partir del 3 de septiembre de 2021, los personajes Shang-Chi y Death Dealer comenzaron a aparecer en el campus de los Vengadores de Disneyland. Los socios promocionales de la película incluyeron a las bebidas Sanzo, que lanzó una versión de edición limitada de sabor a lichi; Microsoft; BMW, que actuó como patrocinador mundial de automóviles de la película e hizo que el BMW iX3 y el BMW M8 aparecieran en la película; Old Spice; y patrocinadores internacionales como Visa, Virgin Plus, Gruppo TIM, Mikron Group y BGF.

## Estreno

### En cines
Shang-Chi y la leyenda de los Diez Anillos tuvo su estreno mundial en El Capitan Theatre y el TCL Chinese Theatre en Hollywood, Los Ángeles el 16 de agosto de 2021, y fue proyectada en CinemaCon el 25 de agosto. La película comenzó a estrenarse en los mercados internacionales el 1 de septiembre, y se estrenó en el 66% de sus mercados al final de su primer fin de semana. La película fue estrenada en los Estados Unidos el 3 de septiembre de 2021, en más de 4.200 salas, de las cuales 400 fueron IMAX, más de 850 fueron gran formato prémium, 1.500 fueron 3D y 275 adicionales para D-Box, formatos 4DX y ScreenX. Shang-Chi y la Leyenda de los Diez Anillos es parte de la Fase Cuatro del MCU.
La película estaba programada para ser estrenada el 12 de febrero de 2021, el primer día del Año Nuevo chino, antes de que se cambiara al 7 de mayo, y luego al 9 de julio, retrasado debido a la pandemia de COVID-19. La película cambió una vez más en marzo de 2021 a la fecha de septiembre de 2021 después de que Black Widow se moviera a la fecha de estreno del 9 de julio. En Australia, Shang-Chi and the Legend of the Ten Rings fue estrenada el 2 de septiembre, con un estreno planificado en Nueva Gales del Sur, Victoria y el Territorio de la Capital Australiana el 16 de septiembre debido al bloqueo de países relacionado con el COVID-19, finalmente se estrenó en Nueva Gales del Sur el 11 de octubre cuando reabrieron los cines del estado.
La película tuvo un estreno exclusivo en cines de 45 días, en lugar de ser estrenada simultáneamente en cines y en Disney+ con Premier Access como Black Widow (2021). En agosto de 2021, con el aumento de los casos de la variante Delta de COVID-19, el CEO de Disney, Bob Chapek, explicó que la película se mantendría en cines solo debido a "la practicidad de los cambios de última hora" y calificó la exclusividad de 45 días "como un experimento interesante" para que la compañía aprendiera más sobre cómo los consumidores deseaban ver y consumir sus películas; Liu discrepó en que Chapek calificara la película como un experimento, y Feige luego afirmó que la respuesta de Liu parecía ser un malentendido sobre la intención de Chapek.
En mayo de 2021, un informe de los medios estatales chinos excluyó a Shang-Chi and the Legend of the Ten Rings, así como a Eternals, de su lista de próximos estrenos de películas del UCM, que Variety señaló que "se sumó a los rumores" de que las películas no serían estrenadas en China. En septiembre de 2021, Deadline Hollywood informó que era poco probable un estreno en cines en China debido a los comentarios que hizo Liu en una entrevista con CBC en 2017, haciendo referencia a comentarios negativos de sus padres que viven en China. Disney todavía incluía el estreno de la película en China como "por determinar" en octubre, pero finalmente no se estrenó en cines en el país.

### Medios domésticos
La película se estrenó en descarga digital el 12 de noviembre de 2021, así como en Disney+ como parte de la celebración del "Día de Disney+" del servicio. Disney+ también recibió la versión IMAX mejorada de la película. Se estrenó en Ultra HD Blu-ray, Blu-ray y DVD, el 30 de noviembre. Los medios domésticos de la película incluyen comentarios de audio, escenas eliminadas, bloopers y varios contenidos de detrás de cámaras.
Tras el estreno de Shang-Chi en Disney+, la aplicación de seguimiento de espectadores Samba TV informó que más de 1,7 millones de hogares estadounidenses vieron la película durante su primer fin de semana de disponibilidad. Samba TV también reveló la audiencia para el Reino Unido (250.000), Alemania (85.000) y Australia (17.000), mientras que TV Time informó que fue la película más reproducida en los Estados Unidos durante ese mismo período de tiempo. Nielsen declaró que era la segunda película más reproducida, detrás de Alerta roja de Netflix, con una audiencia de 1.072 mil millones de minutos en su primera semana. Los estadounidenses de origen asiático constituían el 10 % de la audiencia, el porcentaje más alto para cualquier título de la lista. La película permaneció entre las cinco primeras en las listas de Nielsen y TV Time en las semanas siguientes, y TV Time afirmó que fue la sexta película con más reproducciones en todo el mundo en 2021. La película ocupó el primer lugar en la lista, Videoscan First Alert de NPD, que realiza un seguimiento ventas combinadas de DVD y Blu-ray, y la tabla de ventas dedicada de Blu-ray durante dos semanas. Fue el tercer título en disco más vendido en diciembre de 2021 según NPD Group.

## Recepción

### Taquilla
Shang-Chi y la leyenda de los Diez Anillos recaudó $224,5 millones en los Estados Unidos y Canadá, y $207,7 millones en otros territorios, para un total mundial de $432,2 millones. Se convirtió en la película más taquillera jamás estrenada el fin de semana del Día del Trabajo en Estados Unidos, y ganó $13,2 millones en todo el mundo por parte de IMAX, otro del Día del Trabajo.
Shang-Chi ganó $29,6 millones en su día de apertura (que incluyó $8,8 millones de sus avances del jueves por la noche), el tercer mejor día de apertura desde el inicio de la pandemia de COVID-19 en marzo de 2020. Los avances brutos del jueves por la noche fueron los segundos más altos de la pandemia, detrás de Black Widow ($13.2 millones). Recaudó $75.5 millones durante su fin de semana de apertura de tres días, el segundo más grande de la pandemia, detrás de Black Widow ($80.3 millones). IMAX contribuyó con $8 millones, que fue un récord para un estreno de fin de semana del Día del Trabajo. La película ganó $94,67 millones durante el fin de semana del Día del Trabajo de cuatro días, superando los $30,6 millones de Halloween (2007) como la mayor apertura del fin de semana del Día del Trabajo. La película superó los $100 millones en cinco días, la película más rápida en alcanzar ese hito desde que Star Wars: The Rise of Skywalker (2019) superó esa cantidad en su primer fin de semana. Shang-Chi continuó siendo la película número uno en su segundo fin de semana, ganando $35,8 millones, que fue el segundo fin de semana más grande bruto de la pandemia, y en su tercer fin de semana, la película fue una vez más la película número uno, ganando $21,7 millones, convirtiéndose en el segundo tercer fin de semana bruto más grande para un estreno en septiembre detrás de It (2017). Shang-Chi fue la tercera película del MCU después de Guardianes de la Galaxia (2014) y Black Panther (2018) en permanecer como la película número 1 durante cuatro semanas consecutivas, y fue la primera película de la era de la pandemia en superar los 200 millones de dólares en Estados Unidos y Canadá, para el 30 de septiembre. Fue la tercera película más taquillera en su quinto fin de semana, y la cuarta en su sexto fin de semana, y permaneció entre los diez primeros en la taquilla durante dos fines de semana adicionales. La película terminó su recorrido en la taquilla de Estados Unidos y Canadá como la segunda película más taquillera de 2021 detrás de Spider-Man: No Way Home.
La película ganó 56,2 millones de dólares en 41 mercados en su primer fin de semana, siendo el número uno entre muchos. El Reino Unido tuvo el día de apertura más grande de la pandemia, así como el fin de semana de apertura de tres días más grande de la pandemia con $7,7 millones. En Hong Kong, la película produjo el fin de semana de estreno más grande de septiembre, así como el segundo mejor estreno durante la pandemia. Nancy Tartaglione de Deadline Hollywood señaló que la apertura de $6.5 millones de Corea fue un bajo rendimiento para el mercado y una película del UCM, aunque fue la primera película de Hollywood que se estrenó en el número uno en varias semanas. En su segundo fin de semana, la película ganó 35,2 millones de dólares en 42 mercados, siendo el número uno en varios. En su tercer fin de semana, la película ganó $20,3 millones adicionales en 43 mercados, siendo la mejor película en muchos territorios, incluidos Australia, Brasil, México y el Reino Unido. La película se mantuvo en el número uno en todos los territorios en su cuarto fin de semana, cuando se estrenó en Indonesia. También fue número uno allí con $1.2 millones. Shang-Chi fue la mejor película en Australia durante nueve fines de semana, y su día de mayor recaudación llegó el 31 de octubre de 2021. A octubre de 2021, los mercados más grandes de la película son el Reino Unido ($27,1 millones), Corea del Sur ($14,9 millones) y Francia ($11,5 millones).

### Respuesta crítica
El sitio web del agregador de reseñas Rotten Tomatoes informó una calificación de aprobación del 92%, con una puntuación promedio de 7.5 / 10, basada en 344 reseñas. El consenso crítico del sitio web dice: "Shang-Chi and the Legend of the Ten Rings no está completamente libre de la fórmula familiar de Marvel, pero esta emocionante historia de origen expande el MCU en más de un sentido". Los críticos comúnmente elogiaron la representación de la cultura asiática en la película, lo que la diferenciaba de otras películas del MCU, así como las actuaciones y secuencias de acción. En Metacritic, la película tiene una puntuación media ponderada de 71 sobre 100, basada en 52 críticos, que indica "opiniones en general favorables". Las audiencias encuestadas por CinemaScore le dieron a la película una calificación promedio de "A" en una escala de A+ a F, mientras que PostTrak informó que el 91% de los miembros de la audiencia le dieron una puntuación positiva, y el 78% dijo que definitivamente la recomendaría.
Peter Debruge, de Variety dijo que la decisión de darle al Shang-Chi de "segundo nivel" el mismo "tratamiento exagerado" que los principales héroes de Marvel había ampliado la representación cultural de Marvel Studios y empoderaría a las audiencias de ascendencia asiática de una manera similar a lo que Black Panther lo hizo para audiencias de ascendencia africana. Angie Han de The Hollywood Reporter consideró que la película no combinaba sus artes marciales, elementos de fantasía y la exploración de la cultura china y asiático-estadounidense "tan bien como debería", pero la encontró como una película de superhéroes fresca y divertida. Nick Allen de RogerEbert.com que le dio a la película 3,5 de 4 estrellas, dijo que la película encajaba dentro de la fórmula de Marvel pero tenía un sentimiento que otras películas del MCU, así como las películas de acción y superhéroes en general, no tenían. Concluyó que Shang-Chi no era un experimento para Marvel y Disney, sino más bien "un modelo prometedor sobre cómo volver a hacerlo bien". Escribiendo para Empire, Laura Sirikul dijo que la película era "una mezcla ganadora" de la cultura china y la fórmula de Marvel que evitaba los estereotipos asiáticos y denunciaba algunos de los "errores raciales" del pasado de Marvel. Francesca Rivera de IGN consideró que la película había logrado equilibrar el "complicado conflicto de la vida real entre los niños asiático-estadounidenses de primera generación y los deseos de sus padres inmigrantes" con las necesidades de una película del MCU.
Alexis Nedd dijo que Liu estuvo "impecable" como Shang-Chi y comparó su casting con el de Robert Downey Jr. como Tony Stark / Iron Man y Chris Evans como Steve Rogers / Capitán América en el MCU. Jake Cole de Slant Magazine fue más crítico y le dio a la película 1,5 de 4 estrellas y criticando la actuación de Liu por ser "curiosamente carente de afecto". Cole también criticó los flashbacks de la película que, en su opinión, ralentizaron la historia general, pero elogió a Leung por "transmitir sin esfuerzo la tranquila malicia con la que Wenwu afirma su poder absoluto, así como la angustia que el hombre siente por la pérdida de su esposa". Allen dijo que Leung fue el casting más brillante de la película, y Han elogió su actuación por brindar sinceridad a Wenwu, lo que lo convirtió en un "supervillano con alma". Katie Rife en The A.V. Club dijo Leung "exuda el tipo de carisma de estrella de cine que los críticos a veces se quejan de que está en declive". Rife sintió que Leung no estaba siendo desafiado por el material de la película, pero aun así fue capaz de aportar profundidad emocional a Wenwu. Sirikul elogió las actuaciones de Liu, Awkwafina y Leung, pero sintió algunas de las Los arcos de los personajes se vieron socavados por la intrincada historia de la película y su final apresurado. Leah Greenblatt de Entertainment Weekly destacó a Zhang, quien en su opinión merecía su propio spin-off, y a Awkwafina.
Rivera elogió las secuencias de acción de la película como las mejores del MCU hasta el momento, centrándose en la coreografía y la cinematografía y destacando particularmente la pelea al estilo wuxia entre Wenwu y Li al comienzo de la película, pero criticó los fondos digitales en Ta Lo. Wenlei Ma en News.com.au también dijo que la acción de la película tenía algunas de las mejores coreografías del MCU. Greenblatt elogió las secuencias de pelea en el autobús, club de lucha y pelea en rascacielos como "escenografías asombrosas", mientras que Matt Goldberg de Collider también elogió las escenas de acción por combinar influencias de películas clásicas de kung-fu con efectos visuales del MCU. Peter Hartlaub del San Francisco Chronicle dijo que la pelea de autobuses fue "una de las mejores persecuciones de autos en la historia del cine de San Francisco". Allen disfrutó de las distintas secuencias de lucha y dijo que Cretton cambió la altura, la luz, los reflejos y la puesta en escena de cada una. Describió el acto final de la película como "una montaña rusa tan exagerada y vertiginosa que no puedes evitar alentarla". Por el contrario, Cole discrepó sobre la cantidad de efectos visuales en las secuencias de acción y dijo que el acto final "se convierte en una tontería visual ruidosa y caótica". En /Film, Hoai-Tran Bui también criticó el tercer acto con muchos efectos visuales, pero dijo que la película tenía "uno de los más perdonables, aunque sólo sea porque roza la fantasía total", y elogió los momentos wuxia.

### Reconocimientos
En diciembre de 2021, Shang-Chi and the Legend of the Ten Rings recibió el premio Vanguard Award en la 19.ª entrega anual de los premios Asian American Awards de Unforgettable Gala, un honor que anteriormente ostentaba The Farewell (2019).
| Premio                                              | Fecha de ceremonia      | Categoría                                                    | Receptor(es) | Resultado | Ref(s)          |
| --------------------------------------------------- | ----------------------- | ------------------------------------------------------------ | --- | --------- | --------------- |
| Hollywood Music in Media Awards                     | 17 de noviembre de 2021 | Partitura - Película de Ciencia Ficción/Fantasía             | Joel P. West | Nominado  | [ 207 ]         |
| People's Choice Awards                              | 7 de diciembre de 2021  | Película del 2021                                            | Shang-Chi y la leyenda de los Diez Anillos                                                                                                 | Nominado  | [ 208 ]         |
| People's Choice Awards                              | 7 de diciembre de 2021  | Película de acción del 2021                                  | Shang-Chi y la leyenda de los Diez Anillos                                                                                                 | Ganador   | [ 208 ]         |
| People's Choice Awards                              | 7 de diciembre de 2021  | Estrella de película de acción del 2021                      | Simu Liu | Ganador   | [ 208 ]         |
| People's Choice Awards                              | 7 de diciembre de 2021  | Estrella masculina de película del 2021                      | Simu Liu | Nominado  | [ 208 ]         |
| People's Choice Awards                              | 7 de diciembre de 2021  | Estrella femenina de película del 2021                       | Awkwafina | Nominada  | [ 208 ]         |
| Portland Critics Association Awards                 | 17 de diciembre de 2021 | Mejores acrobacias o coreografía de acción                   | Shang-Chi y la leyenda de los Diez Anillos                                                                                                 | Nominado  | [ 209 ]         |
| St. Louis Film Critics Association                  | 19 de diciembre de 2021 | Mejor película de acción                                     | Shang-Chi y la leyenda de los Diez Anillos                                                                                                 | Ganadora  | [ 210 ]         |
| Florida Film Critics Circle Awards                  | 22 de diciembre de 2021 | Mejores efectos visuales                                     | Shang-Chi y la leyenda de los Diez Anillos                                                                                                 | Nominado  | [ 211 ] [ 212 ] |
| San Diego Film Critics Society Awards               | 10 de enero de 2022     | Mejores efectos visuales                                     | Shang-Chi y la leyenda de los Diez Anillos                                                                                                 | Nominado  | [ 213 ] [ 214 ] |
| Austin Film Critics Association Awards              | 11 de enero de 2022     | Mejores acrobacias                                           | Shang-Chi y la leyenda de los Diez Anillos                                                                                                 | Nominado  | [ 215 ] [ 216 ] |
| Seattle Film Critics Society Awards                 | 17 de enero de 2022     | Mejores coreografías de acción                               | Shang-Chi y la leyenda de los Diez Anillos                                                                                                 | Nominado  | [ 217 ]         |
| Seattle Film Critics Society Awards                 | 17 de enero de 2022     | Mejores efectos visuales                                     | Christopher Townsend, Joe Farrell, Sean Walker y Dan Oliver                                                                                | Nominado  | [ 217 ]         |
| Seattle Film Critics Society Awards                 | 17 de enero de 2022     | Villano del año                                              | Tony Leung | Nominado  | [ 217 ]         |
| Houston Film Critics Society Awards                 | 19 de enero de 2022     | Mejor coordinación de acrobacias                             | Shang-Chi y la leyenda de los Diez Anillos                                                                                                 | Nominado  | [ 218 ]         |
| Houston Film Critics Society Awards                 | 19 de enero de 2022     | Mejores efectos visuales                                     | Shang-Chi y la leyenda de los Diez Anillos                                                                                                 | Nominado  | [ 218 ]         |
| Screen Actors Guild Awards                          | 27 de febrero de 2022   | Mejor actuación de un conjunto de acróbatas en una película  | Shang-Chi y la leyenda de los Diez Anillos                                                                                                 | Nominado  | [ 219 ]         |
| Hollywood Critics Association Awards                | 28 de febrero de 2022   | Mejor Película de Acción                                     | Shang-Chi y la leyenda de los Diez Anillos                                                                                                 | Nominado  | [ 220 ]         |
| Hollywood Critics Association Awards                | 28 de febrero de 2022   | Mejores Efectos Visuales                                     | Shang-Chi y la leyenda de los Diez Anillos                                                                                                 | Nominado  | [ 220 ]         |
| Hollywood Critics Association Awards                | 28 de febrero de 2022   | Mejores acrobacias                                           | Shang-Chi y la leyenda de los Diez Anillos                                                                                                 | Ganador   | [ 220 ]         |
| Hollywood Critics Association Awards                | 28 de febrero de 2022   | Game Changer Award                                           | Simu Liu | Ganador   | [ 221 ]         |
| Advanced Imaging Society Lumiere Awards             | 4 de marzo de 2022      | Mejor conversión 2D a 3D                                     | Shang-Chi y la leyenda de los Diez Anillos                                                                                                 | Ganador   | [ 222 ]         |
| Art Directors Guild Awards                          | 5 de marzo de 2022      | Mejor película de fantasía                                   | Shang-Chi y la leyenda de los Diez Anillos                                                                                                 | Nominado  | [ 223 ]         |
| Latino Entertainment Journalists Association Awards | 6 de marzo de 2022      | Mejores efectos visuales                                     | Shang-Chi y la leyenda de los Diez Anillos                                                                                                 | Nominado  | [ 224 ]         |
| Latino Entertainment Journalists Association Awards | 6 de marzo de 2022      | Mejor diseño de acrobacias                                   | Shang-Chi y la leyenda de los Diez Anillos                                                                                                 | Nominado  | [ 224 ]         |
| Visual Effects Society Awards                       | 8 de marzo de 2022      | Mejores efectos visuales en una película                     | Christopher Townsend, Damien Carr, Joe Farrell, Sean Walker y Dan Oliver                                                                   | Nominados | [ 225 ]         |
| Visual Effects Society Awards                       | 8 de marzo de 2022      | Mejor cinematografía virtual en un proyecto CG               | Sebastian Trujillo, Louis-Daniel Poulin, Nathan Abbot y Shannon Justison                                                                   | Nominados | [ 225 ]         |
| Visual Effects Society Awards                       | 8 de marzo de 2022      | Mejor simulación de efectos en una película                  | "Water, Bubbles & Magic" – Simone Riginelli, Claude Schitter, Teck Chee Koi y Arthur Graff                                                 | Nominados | [ 225 ]         |
| Visual Effects Society Awards                       | 8 de marzo de 2022      | Mejor composición e iluminación en una película              | "Macau City" – Jeremie Maheu, Mathieu Dupuis, Karthic Ramesh y Jiri Kilevnik                                                               | Nominados | [ 225 ]         |
| Costume Designers Guild Awards                      | 9 de marzo de 2022      | Excelencia en cine de ciencia ficción/fantasía               | Kym Barrett | Nominado  | [ 226 ]         |
| Annie Awards                                        | 12 de marzo de 2022     | Mejor animación de personajes                                | Karl Rapley, Sebastian Trujillo, Richard John Moore, Merlin Bela, Wassilij Maertz y Pascal Raimbault                                       | Ganadores | [ 227 ]         |
| Critics' Choice Movie Awards                        | 13 de marzo de 2022     | Mejores efectos visuales                                     | Shang-Chi y la leyenda de los Diez Anillos                                                                                                 | Nominado  | [ 228 ]         |
| Gold Derby Film Awards                              | 16 de marzo de 2022     | Mejores efectos visuales                                     | “Shang-Chi and the Legend of the Ten Rings” — Christopher Townsend, Joe Farrell, Sean Walker y Dan Oliver                                  | Nominados | [ 229 ]         |
| Critics' Choice Super Awards                        | 17 de marzo de 2022     | Mejor película de superhéroes                                | Shang-Chi y la leyenda de los Diez Anillos                                                                                                 | Nominado  | [ 230 ]         |
| Critics' Choice Super Awards                        | 17 de marzo de 2022     | Mejor actor en una película de superhéroes                   | Tony Leung | Nominado  | [ 230 ]         |
| Critics' Choice Super Awards                        | 17 de marzo de 2022     | Mejor actor en una película de superhéroes                   | Simu Liu | Nominado  | [ 230 ]         |
| Critics' Choice Super Awards                        | 17 de marzo de 2022     | Mejor actriz en una película de superhéroes                  | Michelle Yeoh | Nominado  | [ 230 ]         |
| Critics' Choice Super Awards                        | 17 de marzo de 2022     | Mejor villano en una película                                | Tony Leung | Nominado  | [ 230 ]         |
| Artios Awards                                       | 17 de marzo de 2022     | Gran presupuesto - Comedia                                   | Sarah Halley Finn, Amanda Mitchell, Poping Auyeung y Molly Doyle                                                                           | Nominados | [ 231 ]         |
| Guild of Music Supervisors Awards                   | 20 de marzo de 2022     | Mejor canción escrita y/o Grabada para una película          | «Fire in the Sky» – Anderson. Paak, Bruno Mars, Son Tzu, Rogét Chahayed, Wesley Singerman, Taylor Dexter, Alissia Benveniste y Dave Jordan | Nominados | [ 232 ]         |
| Premios Óscar                                       | 27 de marzo de 2022     | Mejores efectos visuales                                     | Christopher Townsend, Joe Farrell, Sean Noel Walker y Dan Oliver                                                                           | Nominados | [ 233 ]         |
| Satellite Awards                                    | 2 de abril de 2022      | Mejores Efectos Visuales                                     | Christopher Townsend, Joe Farrell, Sean Walker y Dan Oliver                                                                                | Nominados | [ 234 ]         |
| Nebula Awards                                       | 21 de mayo de 2022      | Premio Ray Bradbury Nebula a la mejor presentación dramática | Dave Callaham, Destin Daniel Cretton y Andrew Lanham                                                                                       | Nominada  | [ 235 ]         |
| MTV Movie & TV Awards                               | 5 de junio de 2022      | Mejor película                                               | Shang-Chi and the Legend of the Ten Rings                                                                                                  | Nominada  | [ 236 ]         |
| MTV Movie & TV Awards                               | 5 de junio de 2022      | Mejor héroe                                                  | Simu Liu | Nominado  | [ 236 ]         |
| MTV Movie & TV Awards                               | 5 de junio de 2022      | Mejor pelea                                                  | 'Shang-Chi bus fight' | Nominada  | [ 236 ]         |
| Hugo Awards                                         | 4 de septiembre de 2022 | Mejor presentación dramática - formato largo                 | Dave Callaham, Destin Daniel Cretton y Andrew Lanham                                                                                       | Nominada  | [ 237 ]         |
| Saturn Awards                                       | 25 de octubre de 2022   | Mejor película de superhéroes                                | Shang-Chi and the Legend of the Ten Rings                                                                                                  | Nominada  | [ 238 ]         |
| Saturn Awards                                       | 25 de octubre de 2022   | Mejor actor en una película                                  | Simu Liu | Nominado  | [ 238 ]         |
| Saturn Awards                                       | 25 de octubre de 2022   | Mejor actriz de reparto en una película                      | Awkwafina | Nominada  | [ 238 ]         |
| Saturn Awards                                       | 25 de octubre de 2022   | Mejor música de cine (compositor)                            | Joel P. West | Nominado  | [ 238 ]         |
| Saturn Awards                                       | 25 de octubre de 2022   | Mejor diseñador(a) de producción de cine                     | Sue Chan | Nominada  | [ 238 ]         |
| Saturn Awards                                       | 25 de octubre de 2022   | Mejor vestuario de cine                                      | Kym Barrett | Nominada  | [ 238 ]         |
| Saturn Awards                                       | 25 de octubre de 2022   | Mejor Película Visual / Efectos Especiales                   | Christopher Townsend, Joe Farrell, Sean Noel Walker, y Dan Oliver                                                                          | Nominados | [ 238 ]         |

## Especial documental
En febrero de 2021, se anunció la serie documental Marvel Studios: Assembled. Cada especial va detrás de escena de la realización de las películas y series de televisión del UCM con miembros del elenco y creativos adicionales. Un especial de esta película, Assembled: The Making of Shang-Chi and the Legend of the Ten Rings, va detrás de escena de la realización de la película y se estrenó en Disney+ el 12 de noviembre de 2021.

## Secuela
El 6 de diciembre de 2021, se anunció que se estaba desarrollando una secuela, con Cretton regresando para escribir y dirigir la película. También se esperaba que Liu regresara como Shang-Chi para el mes siguiente. Quería que la secuela explorara lo que haría su personaje con el "nuevo poder" de los diez anillos, así como también cómo encaja en el MCU más grande. Liu dijo en julio de 2023 que no estaba seguro de cuándo se haría la película. Le habían dicho que sería estrenada después de Avengers: The Kang Dynasty (2026), que originalmente estaba programado para 2025 pero desde entonces se retrasó. Esperaba poder compartir pronto más detalles sobre la secuela.